# Santi Luca e Martina
Santi Luca e Martina är en kyrkobyggnad i Rom, helgad åt evangelisten Lukas och jungfrumartyren Martina. Kyrkan är belägen i vid Forum Romanum i Rione Campitelli  i Rom.

## Beskrivning
Lukas är konstnärernas skyddshelgon och kyrkan disponeras av den romerska konstakademin Accademia di San Luca. Akademin hade tidigare förfogat över den lilla kyrkan San Luca på Esquilinen, men den revs år 1688 under Sixtus V:s pontifikat. Akademin fick då överta en kyrkobyggnad vid Forum Romanum. Den härstammade från 500-talet och hade uppförts på resterna av Secretarium Senatus, den plats där domstolar dömde i mål mot senatorerna.
År 1634 påbörjades bygget av en ny kyrka, ritad och bekostad av arkitekten och målaren Pietro da Cortona, akademins dåvarande preses. I samband med de inledande byggnadsarbetena påträffades helgonet Martinas reliker, och detta fynd föranledde att ytterligare resurser ställdes till kyrkoprojektets förfogande.
Kyrkans grundplan har formen av ett grekiskt kors med en högrest kupol över korsmitten. Interiören är till stora delar odekorerad. Kyrkans travertinfasad, vilken företer ett stilhistoriskt värde, har en originell utformning med en vägg som buktar fram mellan kraftiga hörnpilastrar.
Högaltaret har en skulptur föreställande den heliga Martina, utförd år 1635 av Niccolò Menghini.

## Bilder

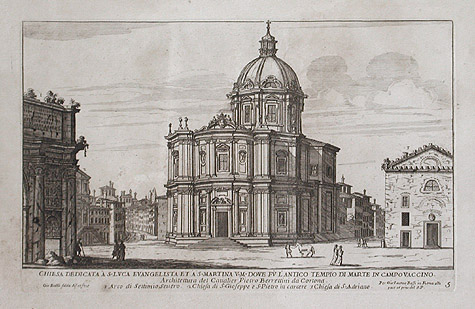
Santi Luca e Martina – Gravyr av Giovanni Battista Falda (cirka 1670). Kyrkan flankeras av Septimius Severus-bågen och Curia Iulia.
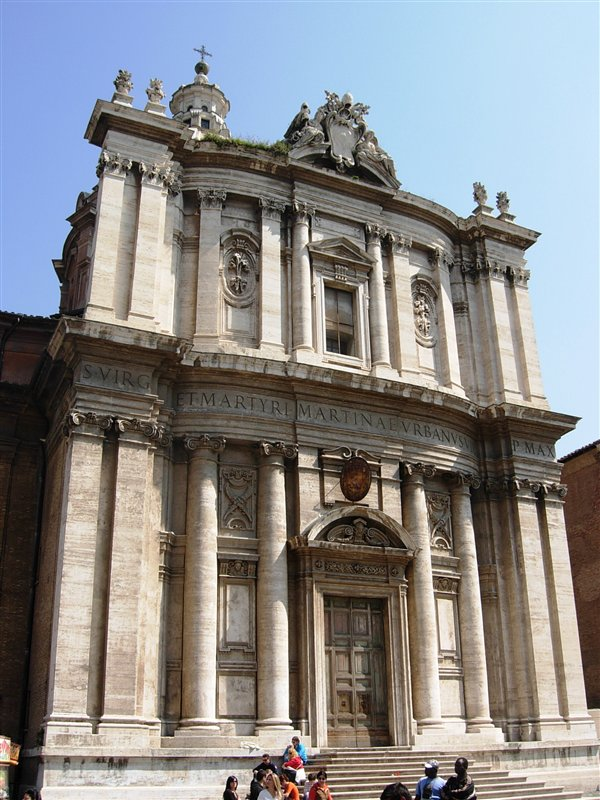
Fasaden.
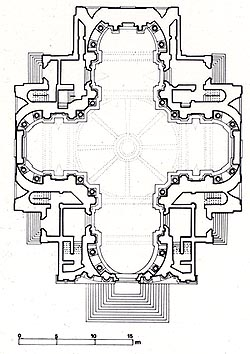
Kyrkans grundplan.
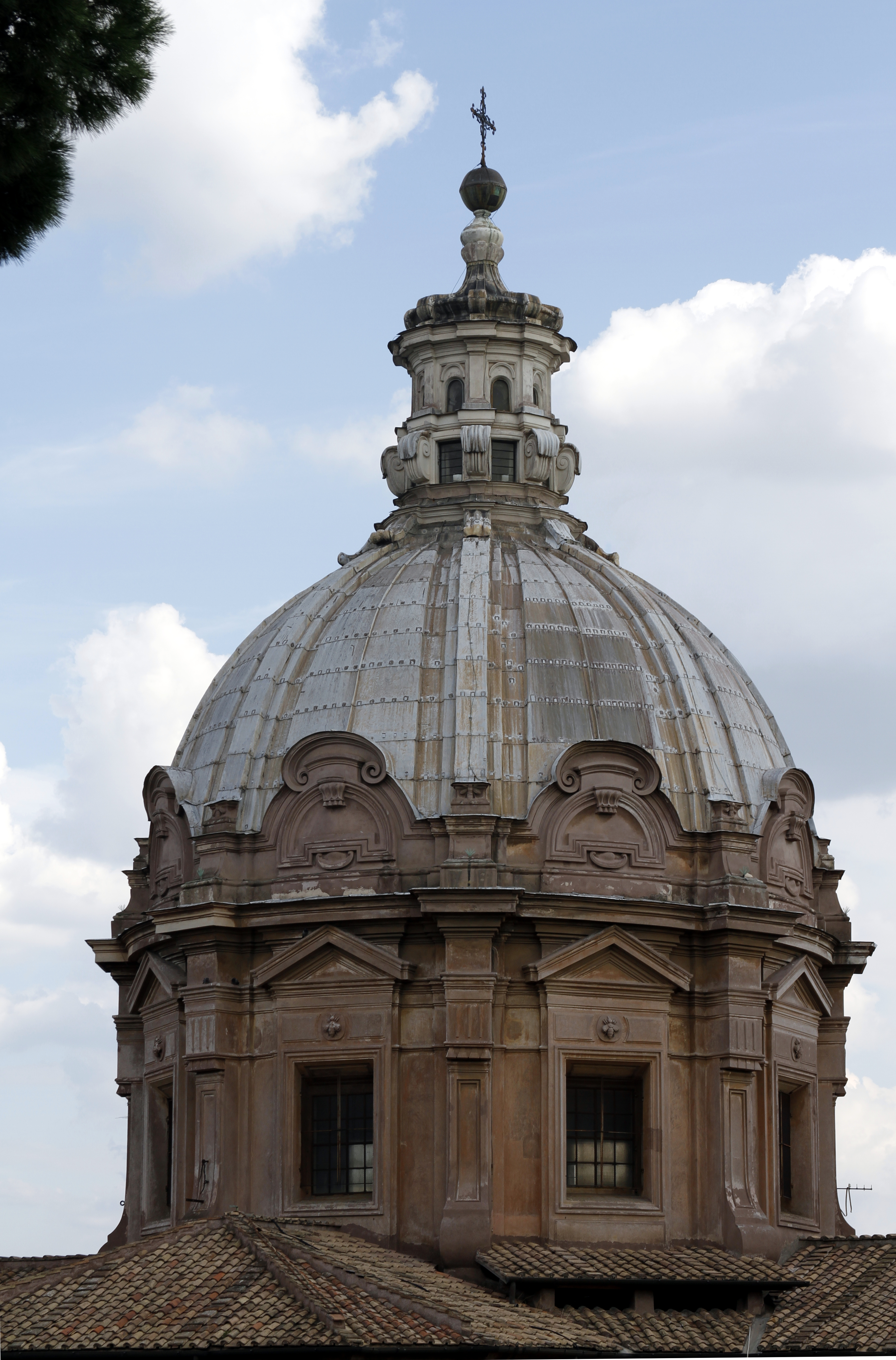
Kyrkans kupol.

### Webbkällor
- ”Santi Luca e Martina” (på italienska). info.roma.it. Arkiverad från originalet den 13 december 2021. https://archive.md/pZZQf. Läst 13 december 2021.